# GeeksPhone One
GeeksPhone One est un smartphone manufacturé par GeeksPhone sorti en 2010.

## Présentation
Il s'agit d'un téléphone créé par une petite entreprise espagnole, GeeksPhone dont le but est de livrer un appareil le plus ouvert possible.
Il dispose ainsi d'Android qui, chose notable et encore jamais réalisée, permet à l'utilisateur de modifier à loisir son système d'exploitation.
Il est sorti sur le territoire européen à un prix aux alentours de 300 € puis a baissé vers décembre 2010, et est maintenant à court de stock depuis que le modèle GeeksPhone Zero est sorti. Il n'est plus vendu par le fabricant qui ne propose plus que le modèle Zero.
Il a reçu un accueil plutôt positif de la part de la presse spécialisée.